# فرید غایبف
فرید غایبف (انگلیسی: Farid Gayibov؛ زادهٔ ۲۴ آوریل ۱۹۷۹) وزیر ورزش و جوانان جمهوری آذربایجان، معاون اول کمیته ملی المپیک جمهوری آذربایجان (۲۰۲۱)، رئیس اتحادیه ژیمناستیک اروپا (۲۰۱۸)، عضو کمیته اجرایی فدراسیون جهانی ژیمناستیک و رئیس کمیته بین دولتی تربیت بدنی یونسکو (۲۰۲۲) است.

## زندگی‌نامه
فرید غایبف در ۲۴ آوریل سال ۱۹۷۹ در باکو به دنیا آمد. وی دانش‌آموخته رشته مدیریت بازرگانی از دانشگاه اقتصاد آذربایجان است. در سال ۲۰۰۱ مدرک کارشناسی ارشد را در این رشته به دست آورد. در سال ۲۰۱۴ بود که با دفاع از پایان‌نامه‌اش، عنوان علمی دکترا را از دانشگاه تربیت بدنی، ورزش و سلامتی سن پترزبورگ در روسیه اخذ نمود.
فرید غایبف در روز ۷ سپتامبر سال ۲۰۲۱ با فرمان الهام علی‌اف، رئیس جمهوری آذربایجان به عنوان وزیر ورزش و جوانان جمهوری آذربایجان منصوب شد.

## فعالیت در عرصه نفت
فرید غایبف در میان سال‌های ۲۰۰۰ تا ۲۰۰۱ در انبار اداره تولید نفت و گاز «بالاخانی نفت» سوکار، شرکت دولتی نفت جمهوری آذربایجان، کار کرد.
در میان سالهای ۲۰۰۱ الی ۲۰۰۳ به عنوان اقتصاددان در قسمت برنامه‌ریزی اداره تولید نفت و گاز «بالاخانیفت» شرکت سوکار فعالیت داشت.

## فعالیت‌ها در زمینه ورزش
- در سال‌های ۲۰۰۳ تا ۲۰۰۵، فرید غایبف مدیریت ورزش و لجستیک در فدراسیون ژیمناستیک آذربایجان را عهده‌دار بود؛
- طی این سالها در کمیته‌های محلی سازماندهی ۳ مسابقه جام جهانی (۲۰۰۳/۰۴/۰۵) و بیست و هفتمین دوره مسابقات جهانی ژیمناستیک هنری (۲۰۰۵) و همچنین در برگزاری دوره بین‌المللی داوران ژیمناستیک هنری در باکو (۲۰۰۷) نقش فعال ایفا کرده‌است؛
- مسئولیت مدیر کلی فدراسیون کشتی آذربایجان را در بین سال‌های ۲۰۰۵ تا ۲۰۰۶ به عهده داشت. در کنفرانس بعدی انتخابات به دبیر کلی فدراسیون یاد شده رسید. در سال‌های ۲۰۰۶–۲۰۰۷، ۲۰۰۸–۲۰۰۹ و ۲۰۱۳–۲۰۱۴، به عنوان مدیر اجرایی کمیته‌های محلی برگزار کننده سه رویداد ژیمناستیک اروپا (۲۰۰۷، ۲۰۰۹، ۲۰۱۴) که در باکو برگزار شد، فعالیت کرد. در ۷۷- امین کنگره فدراسیون جهانی ژیمناستیک که در سال ۲۰۰۸ در شهر هلسینکی فنلاند برگزار شد، برای دوره ۲۰۰۸ تا ۲۰۱۲ به عضویت این فدراسیون درآمد.[۵]
- در ۲۵ دسامبر سال ۲۰۱۰ بود که فرید غایبف مجدداً دبیرکل فدراسیون کشتی آذربایجان برگزیده شد. در ۷۹- امین نشست فدراسیون جهانی ژیمناستیک که در سال ۲۰۱۲ در شهر کانکون مکزیک برگزار شد به عضویت شورای این فدراسیون درآمد.[۶] در سال ۲۰۱۳ در جریان ۲۵- امین کنگره اتحادیه ژیمناستیک اروپا در شهر پورتوروژ کشور اسلوونی معاون رئیس این اتحادیه انتخاب شد.[۷] بین سالهای ۲۰۱۳ الی ۲۰۲۱ عضو کمیته ملی المپیک جمهوری آذربایجان بود.